# Tequirda
Tequirda (em turco: Tekirdağ) é uma cidade do noroeste da Turquia, capital da província e área metropolitana homônima, situada na Trácia Oriental (parte europeia da Turquia) e na região de Mármara. A cidade faz parte do distrito de Süleymanpaşa, o qual tem 1 053 km² de área e em dezembro de 2021 tinha 210 547 habitantes (densidade: 199,9 hab./km²).
A cidade situa-se à beira do mar de Mármara. Na Antiguidade se chamou Bisante, Bisanthi, Bysanthe (em grego: Βισάνθη ou Βυσάνθη), Rodosto (Ρωδόστο), Redesto (Raedestum; Rhaedestus, Ραιδεστός), sendo este último nome usado no período bizantino até à tomada da cidade pelos otomanos no século XIV. Estes chamaram-lhe Rodosçuk e, depois do século XVIII, Tekfurdağı (que alegadamente significa "monte do senhor feudal bizantino"), até que o nome atual foi oficializado após a proclamação da república, na década 1920. O nome grego de Rhaedestos ainda é hoje usado pela Igreja Ortodoxa Grega.